# Anvil! Die Geschichte einer Freundschaft
Anvil! Die Geschichte einer Freundschaft (Originaltitel: Anvil! The Story of Anvil) ist ein US-amerikanischer Dokumentarfilm von Sacha Gervasi. Der 2006–2007 gedrehte und 2008 veröffentlichte Film behandelt die kanadische Metal-Band Anvil.

## Handlung
Beim Super Rock Festival 1984 in Japan treten die Metal- und Hard-Rock-Bands Scorpions, Whitesnake und Bon Jovi auf. Das gesamte Line-up sollte später Millionen von Tonträgern verkaufen, mit einer Ausnahme: Anvil. Musiker wie Scott Ian, Slash, Lemmy Kilmister und Lars Ulrich geben nachfolgend ihre Einschätzung über die Gruppe ab und bedauern, dass es die kanadischen Musiker nie geschafft haben.
Steve „Lips“ Kudlow fährt mittlerweile Essenslieferungen für Schulen und andere Institutionen aus. Robb Reiner, Schlagzeuger der Band, arbeitet auf dem Bau. Die Gruppe gibt es allerdings immer noch. Ein Auftritt beim 50. Geburtstag von Kudlow wird gezeigt. Tiziana Arrigoni, eine Freundin der Band, hat eine Europatournee für die Gruppe organisiert. Kudlow und Reiner wittern die Chance auf ein Comeback. Der Start der Tour führt sie auf das Sweden Rock Festival, wo sie alte Idole wie Ted Nugent, Carmine Appice und Michael Schenker treffen. Der Auftritt verläuft vielversprechend, doch danach geht es abwärts. Sie verpassen Züge und Flüge. In Prag kommen sie zwei Stunden zu spät an, woraufhin der Clubbesitzer die Gage einbehält. Kudlow wird handgreiflich, doch ein Anwalt interveniert. Bei einem Auftritt in Transsilvanien spielt Anvil in einem für 10.000 Zuschauer ausgelegten Stadion – vor 174 Besuchern. Bei einem Auftritt in Deutschland ist das ausdrücklich gewünschte Poster mit Filzstift handgemalt. Nachdem sie nach Kanada zurückgekehrt sind, heiratet Gitarrist Ivan Hurd Tiziana Arrigoni, verlässt aber kurz darauf die Band.
Mit Hilfe von Starproduzent Chris Tsangarides versucht die Gruppe ein neues Album aufzunehmen. Tsangarides kennt Anvil seit den 1980ern und hatte bereits ihr bekanntestes Album Metal on Metal produziert. Er ermutigt die Gruppe nach Dover, Großbritannien zu kommen. Allerdings kosten die Aufnahmen 13.000 englische Pfund. Die finanzielle Situation ist jedoch prekär, keiner in der Gruppe hat genug Geld. Kudlow musste sein Haus mit einer weiteren Hypothek belasten und Glenn Gyorffy ist obdachlos und haust in einer Garage. Kudlow versucht sich erfolglos in einem Callcenter für Sonnenbrillen. Schließlich leiht ihm seine ältere Schwester Rhonda das Geld.
Während der Aufnahmen zu This Is Thirteen zerstreiten sich Reiner und Kudlow, versöhnen sich jedoch nach einer Aussprache. Zurück in Kanada bleibt der erhoffte Plattenvertrag aus. Die Gruppe entschließt sich, das Album im Eigenvertrieb zu verkaufen. Aus heiterem Himmel ruft ein japanischer Promoter an, der Anvil für ein Festival in Japan buchen möchte. Tatsächlich eröffnen Anvil ein dreitägiges Festival und befürchten vor einer leeren Halle zu spielen. Beim Auftritt ist die Halle jedoch voll und die Gruppe legt einen vom Publikum ekstatisch gefeierten Gig ab.

## Hintergrund
Regisseur Sacha Gervasi ist ein Fan der Gruppe, seit er sie am 21. September 1982 im Londoner Marquee Club live gesehen hatte. Tatsächlich reiste er der Gruppe auf ihren Tourneen nach und arbeitete 1982, 1984 und 1985 als Roadie. Von den Bandmitgliedern bekam er den Spitznamen „Teabag“ (Teebeutel, Anspielung auf den Teekonsum der Briten) verpasst. Gervasi fand schließlich ins Filmgeschäft und versuchte nach dem großen Erfolg von Terminal, bei dem er als Drehbuchautor mitgewirkt hatte, einen persönlichen Film zu drehen und trat wieder in Kontakt mit Steve Kudlow.

## Veröffentlichung und Rezeption

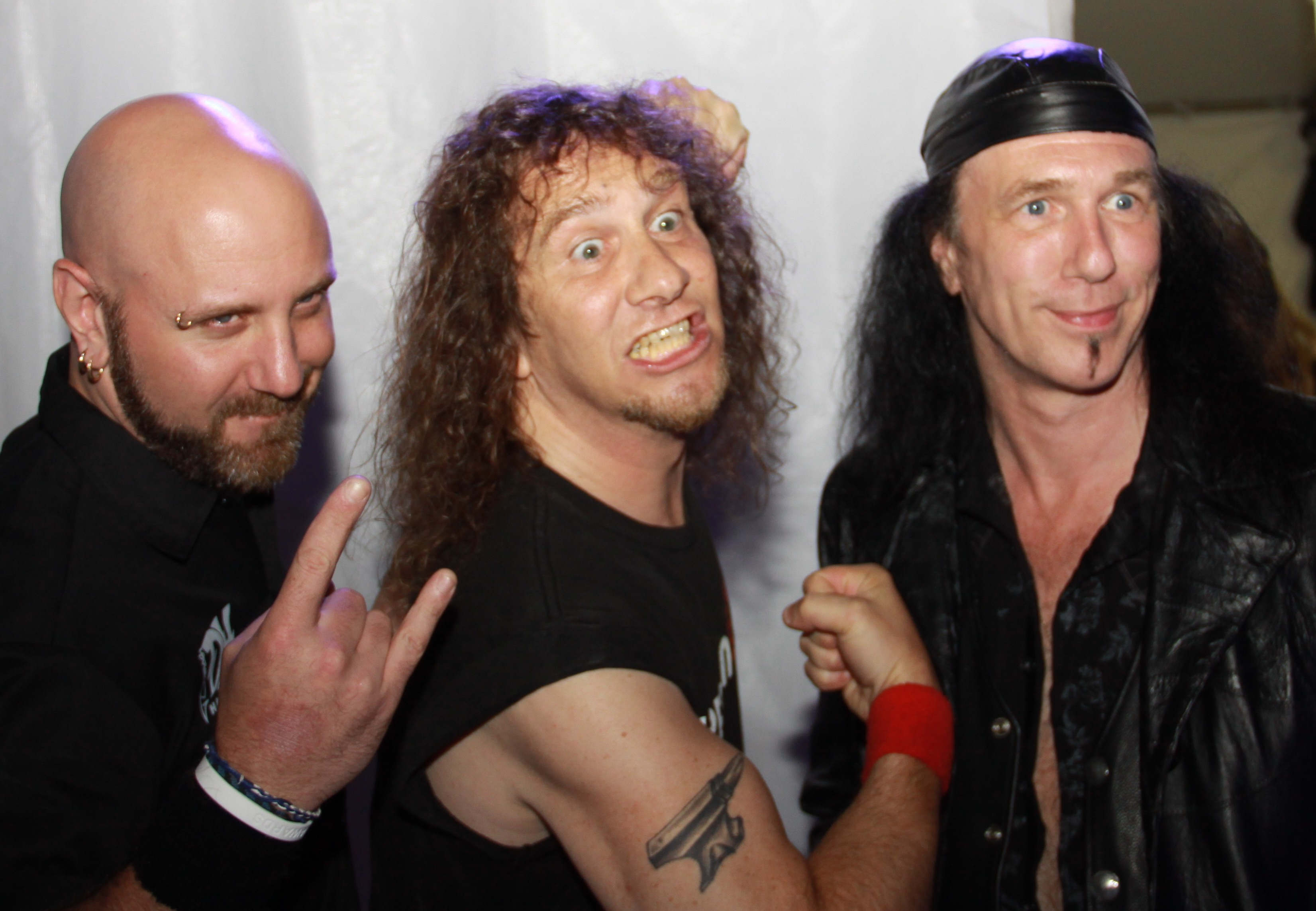
Anvil backstage auf dem Independent-Spirit-Filmfestival

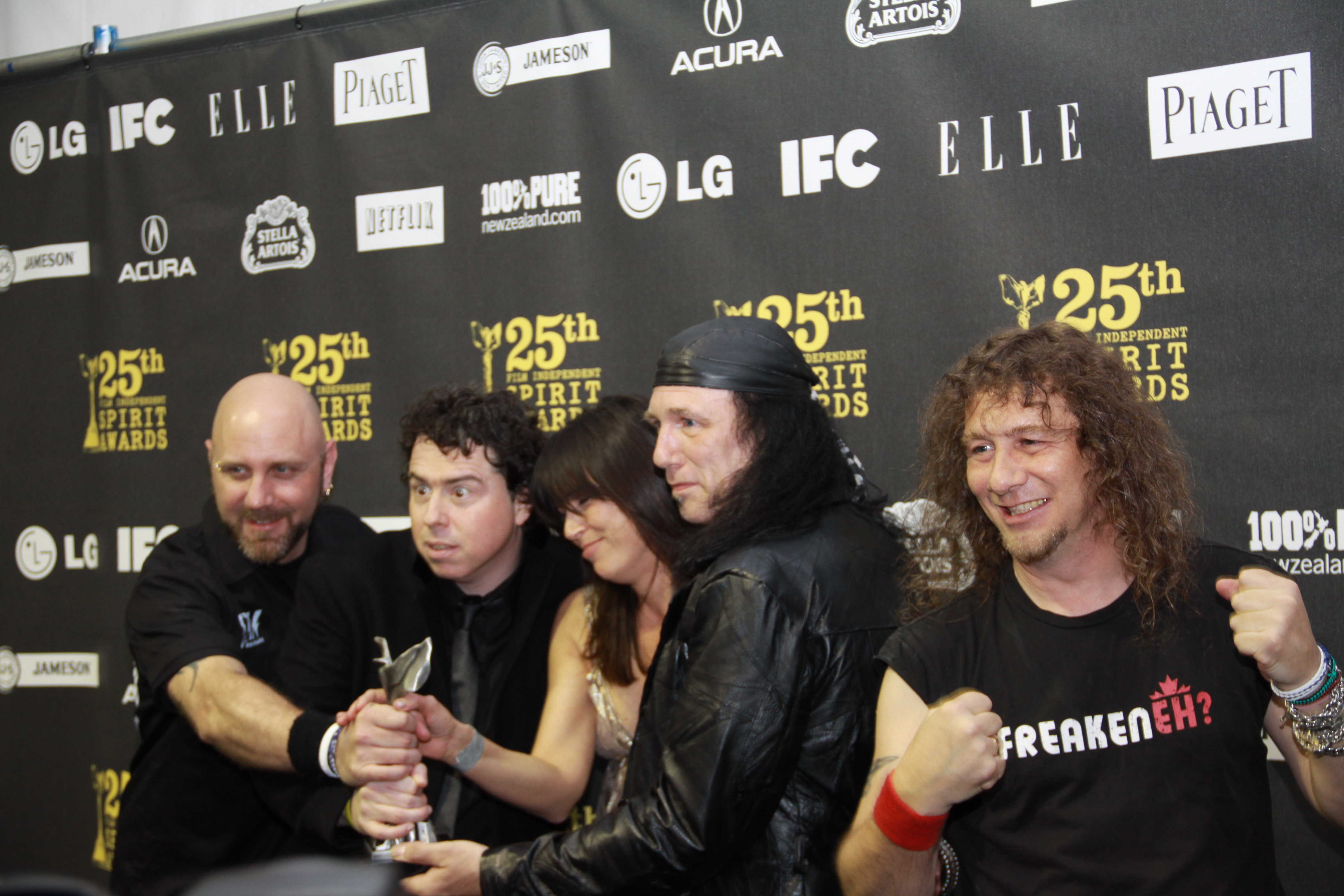
Anvil nahmen am 5. März 2010 mit Regisseur Gervasi und Produzentin Yeldham den Independent Spirit Award in Empfang.

Die Premiere des von VH1 finanzierten Films fand im Januar 2008 auf dem Sundance Film Festival statt. Anvil! wurde mit mehr als einem Dutzend amerikanischen Film- und Festivalpreisen ausgezeichnet, darunter der Broadcast Film Critics Association Award und Independent Spirit Award für die beste Dokumentation (beide 2010) sowie die Zuschauerpreise des Sydney Film Festivals, des Los Angeles Film Festivals und des Galway International Film Festivals. Regisseur Sacha Gervasi erhielt eine Nominierung für den Dokumentarfilmpreis der Directors Guild of America.
Die Dokumentation wurde teilweise sehr euphorisch von der amerikanischen Fachpresse aufgenommen. Die Zeitschrift Entertainment Weekly rezensierte Gervasis Film als lustige und unerwartet bewegende Dokumentation über „die größte Metal-Band von der man wahrscheinlich niemals gehört hat“. Anthony Lane (The New Yorker) pries Anvil! als „mitreißendste Veröffentlichung des Jahres“. Der Film lebe „irgendwo in dieser unterhaltsamen uneingeschränkten Grauzone zwischen Selbstparodie und dem Triumph des menschlichen Geistes“, so der San Francisco Chronicle. Anvil! würde zwar nicht dazu einladen, seine Meinung über Heavy Metal zu ändern, aber der Film gebe neue Impulse, über eine grausame kulturelle Logik nachzudenken, die in zunehmendem Maße den Mittelweg zwischen Erfolg und Misserfolg verwische, so A. O. Scott (The New York Times).
Die Kritiken in Deutschland fielen ebenso überwiegend positiv aus. Das deutsche Musikmagazin Rock Hard kürte die US-amerikanische DVD-Version im Heft 269 (08/2009) als „DVD des Monats“. Götz Kühnemund führt aus:

„Noch nie ist es jemandem so gut gelungen, die Seele, den Glanz, die Komik und die Tragik des Heavy Metal in anderthalb super-unterhaltsamen Stunden so gut einzufangen […]. Man leidet mit Anvil, man lebt und lacht mit ihnen, man lacht auch mal über sie – um am Ende zu Tränen gerührt festzustellen, dass man sich kaum sympathischere Typen vorstellen kann […]. Man entdeckt den kleinen Lips in sich selbst. Man ist stolz darauf ein Metalhead zu sein.“

Der Spiegel urteilte:

„‚The Story of Anvil‘ erzählt wie wohl kein zweiter Musikfilm von bedingungsloser, unendlich naiver Liebe zum Rock 'n' Roll, vom manischen Sehnen nach den großen Bühnen, von der Kunst, mit Würde zu scheitern, immer wieder. Und von der Zuneigung zweier Männer zueinander, die sich als Teenager geschworen haben, gemeinsam zu rocken, bis sie alt sind und grau – und denen dieses Versprechen oft mehr bedeutet, als es ihnen und ihren Familien gut tut.“

Der Film wurde des Öfteren mit der Mockumentary This Is Spinal Tap verglichen und von so bekannten Filmkünstlern wie Dustin Hoffman, Keanu Reeves und Dokumentarfilmer Michael Moore hochgelobt. Jan Kedves (die tageszeitung) verglich den Film bei seinem deutschen Kinostart Anfang März 2010 außerdem mit der Dokumentation Metallica: Some Kind of Monster und dem Spielfilm The Wrestler und beschrieb Anvil! als „Rehabilitationsgeschichte“ und „Heavy-Metal-Tour-Komödie“, die auch mit dem Motiv des „alternden Söldnerkörpers“ und Elementen des Psychotherapiedramas spiele. Die Welt am Sonntag rezensierte den Film als „Ode an den Glauben, an eine gemeinsame Vision und an die Musik als Lebensinhalt. Ein Loblied auf Loyalität und Zusammenhalt, die in keiner anderen Musikrichtung so stark vorhanden sind wie im Metal.“ Ähnlich äußerte sich Thomas Winkler (Frankfurter Rundschau), der die Anstrengungsversuche von Kudlow und Reiner als „mal sehr komisch, mal peinigend, immer wieder tragisch und vor allem sehr bewegend“ beschrieb.

## Nachwirken
Anvil profitierten von der Geschichte ihres Scheiterns: 2009 trat die Band auf dem Download-Festival auf und spielte Tourneen zusammen mit Saxon und AC/DC. Zudem trat die Gruppe in der The Tonight Show with Conan O’Brien auf. Auch die selbst-produzierte CD This is Thirteen verkaufte sich aufgrund des Filmerfolgs sehr gut, so dass Anvil die Kosten der Produktion decken konnten. Die CD wurde daraufhin auch über einzelne Vertriebe regulär im Handel angeboten.